# Innocence Is No Excuse
Innocence Is No Excuse is het zevende album van de Britse band Saxon, uitgebracht in 1985 door Carrere Records.

## Nummers
1. Rockin' Again – 5:12
2. Call of the Wild – 4:03
3. Back on the Streets – 3:59
4. Devil Rides Out – 4:23
5. Rock 'n' Roll Gypsy – 4:13
6. Broken Heroes – 5:27
7. Gonna Shout – 3:58
8. Everybody Up – 3:28
9. Raise Some Hell – 3:40
10. Give It Everything You've Got – 3:27

## Bezetting
- Biff Byford - zang
- Graham Oliver - gitaar
- Paul Quinn - gitaar
- Steve Dawson - basgitaar
- Nigel Glockler - drums